# Бэлэнел, Ион
Ион Бэлэнел (рум. Ion Bălănel; род. 7 июля 1926, Бухарест) — румынский шахматист; международный мастер (1954).
Четырёхкратный чемпион Румынии в (1950, 1953, 1955, 1958). Участник зональных турниров ФИДЕ в Марианске-Лазне (1951 и 1954). Лучшие результаты в международных турнирах: Мендзыздрое (1952) — 1—2-е; Плоешти (1957) — 1-е места.
В составе национальной сборной участник 12-й олимпиады (1956) в г. Москве (играл на 1-й доске, +2, =5, −5) и отборочного этапа 1-го командного чемпионата Европы (1957) в г. Вене.